# Samtgemeinde Brome
Die Samtgemeinde Brome ist eine Samtgemeinde im niedersächsischen Landkreis Gifhorn. Die sieben Gemeinden Bergfeld, Brome, Ehra-Lessien, Parsau, Rühen, Tiddische und Tülau schlossen sich 1974 zur Erledigung ihrer Verwaltungsgeschäfte zusammen. Die Samtgemeinde umschließt das unbewohnte gemeindefreie Gebiet Giebel im namensgebenden Giebelmoor als Enklave. Eine weitere Samtgemeinde Brome bestand von 1965 bis 1974.

## Geographie

### Geographische Lage
Die Samtgemeinde Brome liegt am Südostrand der Lüneburger Heide und nördlich der Volkswagenstadt Wolfsburg im Städtefünfeck Wolfsburg, Gifhorn, Wittingen, Salzwedel und Klötze. Die Höhenlage beträgt 56 (im Südosten) bis 111 m über NHN (im Nordosten). Im Süden liegen der Vorsfelder Werder und östlich davon der Drömling, der Norden wird als Bromer Land bezeichnet.

### Nachbargemeinden
Im Uhrzeigersinn, beginnend im Westen, sind dies: Sassenburg, Wittingen, Wahrenholz, Beetzendorf, Klötze, Giebel (gemeindefreies Gebiet), Grafhorst, Wolfsburg und Jembke.

### Samtgemeindegliederung
| Die 7 Mitgliedsgemeinden mit ihren zugehörigen Ortsteilen und Siedlungen | Die 7 Mitgliedsgemeinden mit ihren zugehörigen Ortsteilen und Siedlungen | Die 7 Mitgliedsgemeinden mit ihren zugehörigen Ortsteilen und Siedlungen | Die 7 Mitgliedsgemeinden mit ihren zugehörigen Ortsteilen und Siedlungen | Die 7 Mitgliedsgemeinden mit ihren zugehörigen Ortsteilen und Siedlungen |
| ------------------------------------------------------------------------ | ------------------------------------------------------------------------ | ------------------------------------------------------------------------ | ------------------------------------------------------------------------ | ------------------------------------------------------------------------ |
| Gemeinde                                                                 | Einwohner (Hauptwohnsitz) (31. Dez. 2015)                                | Fläche: in km²                                                           | Dichte in Einw./km²                                                      | Ortsteile/Siedlungen                                                     |
| Gemeinde Bergfeld                                                        | 894                                                                      | 10,60                                                                    | 84                                                                       | Bergfeld                                                                 |
| Flecken Brome                                                            | 3209                                                                     | 36,66                                                                    | 88                                                                       | Altendorf, Benitz, Brome, Wiswedel, Zicherie                             |
| Gemeinde Ehra-Lessien                                                    | 2291                                                                     | 56,08                                                                    | 41                                                                       | Ehra, Lessien                                                            |
| Gemeinde Parsau                                                          | 1860                                                                     | 29,33                                                                    | 63                                                                       | Ahnebeck, Croya, Parsau, Kaiserwinkel                                    |
| Gemeinde Rühen                                                           | 5488                                                                     | 30,89                                                                    | 178                                                                      | Brechtorf, Eischott, Rühen                                               |
| Gemeinde Tiddische                                                       | 1256                                                                     | 16,78                                                                    | 75                                                                       | Hoitlingen, Tiddische                                                    |
| Gemeinde Tülau                                                           | 1480                                                                     | 23,53                                                                    | 63                                                                       | Tülau-Fahrenhorst, Voitze                                                |

## Geschichte
Eine erste Samtgemeinde Brome wurde am 1. Juli 1965 gegründet. Sie umfasste die damals selbstständigen Gemeinden Brome, Zicherie, Altendorf, Benitz, Wiswedel und Voitze. Dazu kamen am 1. Januar 1970 die Gemeinden Tülau-Fahrenhorst und Ehra-Lessien. Am 1. Juli 1972 wurde südlich davon die Samtgemeinde Rühen gegründet, die die Gemeinden Rühen, Tiddische, Bergfeld und Parsau (entsprechend dem heutigen Gemeindezuschnitt) umfasste. Die erste Samtgemeinde Brome wurde zum 1. März 1974 aufgelöst, um am 15. März 1974 unter Einschluss der Mitgliedsgemeinden der früheren Samtgemeinde Rühen neugegründet zu werden. Brome blieb Sitz der Samtgemeindeverwaltung, während Rühen wichtige Schulen und eine Großturnhalle erhielt.

### Einwohnerentwicklung
Nach dem Niedersächsischen Landesamt für Statistik wohnten 2007 in der Samtgemeinde Brome 15.508 Menschen in 4687 Gebäuden mit insgesamt 6078 Wohnungen bei einer durchschnittlichen Wohnfläche von 46,0 m² je Person. 20,5 % der Bevölkerung waren 2007 unter 18 Jahre alt, 8,0 % zwischen 18 und 25, 29,3 % zwischen 25 und 45, 26,4 % zwischen 45 und 64, und 15,8 % waren 65 Jahre alt oder älter. Die Arbeitslosenquote lag bei durchschnittlich 6,9 % (Männer: 4,6 %, Frauen: 10,3 %). 5463 Menschen pendelten regelmäßig aus der Samtgemeinde heraus, 711 herein.

## Politik

### Samtgemeinderat
Der Samtgemeinderat Brome besteht aus 30 Ratsfrauen und Ratsherren. Die festgelegte Anzahl für eine Gemeinde mit einer Einwohnerzahl zwischen 15.001 und 20.000 Einwohnern beträgt normalerweise 32 Ratsmitglieder. Auf Beschluss des Samtgemeinderates wurde diese Zahl um zwei Ratsmitglieder reduziert. Die 30 Ratsmitglieder werden durch eine Kommunalwahl für jeweils fünf Jahre gewählt. Stimmberechtigt im Rat der Samtgemeinde ist außerdem der amtierende Samtgemeindebürgermeister Wieland Bartels (SPD).
Bei der Kommunalwahl 2021 ergab sich folgende Sitzverteilung:
| Samtgemeinderat 2021Insgesamt 30 Sitze - SPD: 10 - Grüne: 3 - FWG: 3 - PUL: 1 - CDU: 11 - AfD: 2 |

### Samtgemeindebürgermeister

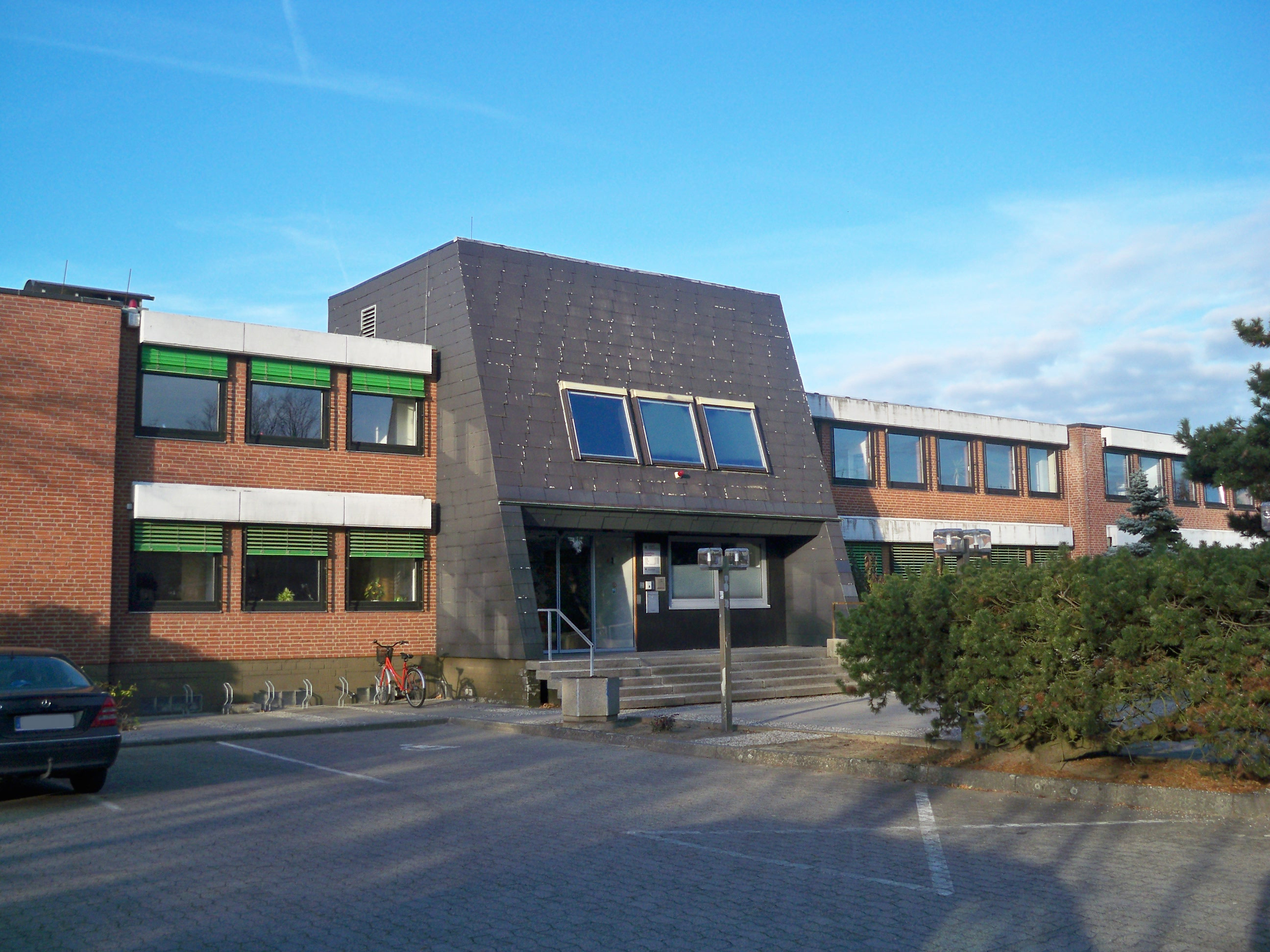
Rathaus der Samtgemeinde in Brome

Bei der Stichwahl zum Samtgemeindebürgermeister 2021 gewann Wieland Bartels (SPD) mit 61,96 Prozent der Stimmen. Seine Gegenkandidatin war die bisherige Amtsinhaberin Manuela Peckmann (CDU). Im ersten Wahlgang erhielt Bartels 45,9 Prozent der Stimmen.

### Besonderheiten
Der Flecken Brome ist ein Unterzentrum, während die einwohnerstärkere Gemeinde Rühen diesen Status nicht hat.

### Wappen
Die Wappenbeschreibung lautet: „Silber und Rot durch Zinnenschnitt geteilt, unten ein blaubewehrter, schreitender, goldener Löwe, darüber ein wachsender roter Turm mit roter Haube“.

### Gemeindepartnerschaften
Seit 1983 besteht zwischen der Samtgemeinde Brome und der französischen Stadt La Guerche-de-Bretagne eine Städte-Partnerschaft. Im jährlichen Wechsel finden offizielle Besuche statt, die die Einwohner aktiv mitgestalten.

## Kultur und Sehenswürdigkeiten

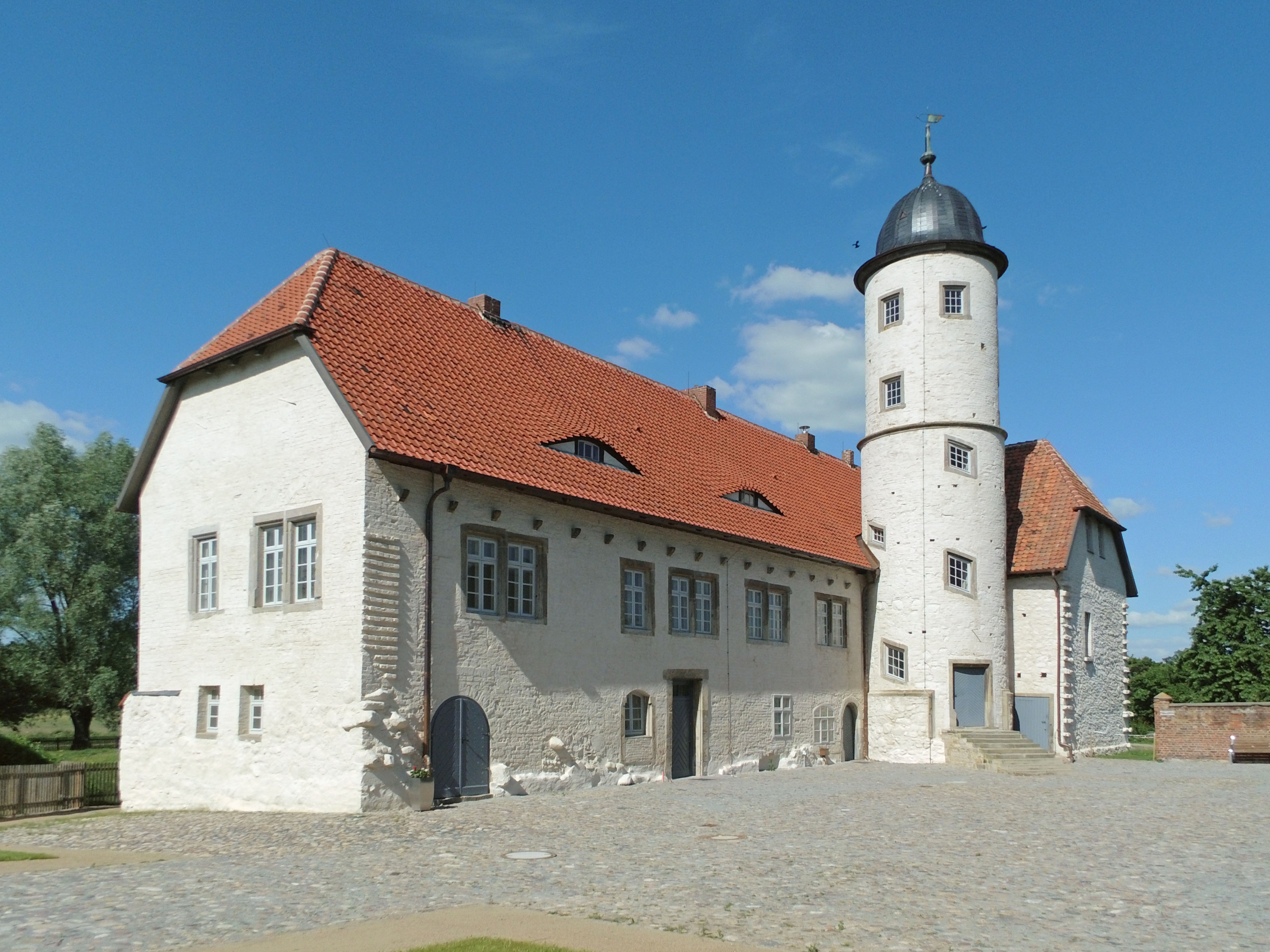
Burg Brome, Burghof mit Hauptgebäude

### Museen
Im Hauptgebäude der Burg ist heute das Heimatmuseum untergebracht. Schwerpunkt ist „Das alte Handwerk im Flecken Brome“ mit 17 komplett eingerichteten Werkstätten, in denen die Handwerke an „Aktiv-Wochenenden“ vorgeführt werden.

### Bauwerke
Die Burg Brome besteht aus dem mittelalterlichen kleineren Ostflügel und dem langgestreckten nördliche Hauptflügel. Dazwischen erhebt sich im Innenhof der Treppenturm mit rund 23 Meter Höhe. Das zweigeschossige Hauptgebäude hat die Maße von 37 × 9 Meter und stammt aus dem 16. Jahrhundert. Es ist mit Backsteinen im alten Klosterformat restauriert worden. In seinem Kellergeschoss befinden sich in zwei Räumen Kreuzgewölbe.
Seit 1976 wird die Burg als Heimatmuseum genutzt, dessen Schwerpunkt in der Darstellung der ländlichen Selbstversorgung und des alten Handwerks (unter anderem Schmied, Schuhmacher, Drechsler, Tischler) im Bromer Land liegt. Weitere Angebote sind ein mittelalterlicher Kräutergarten, eine Korbimkerei sowie als Restauration ein Museumscafé.

### Gedenkstätten
NS-Gedenkstätten in Rühen

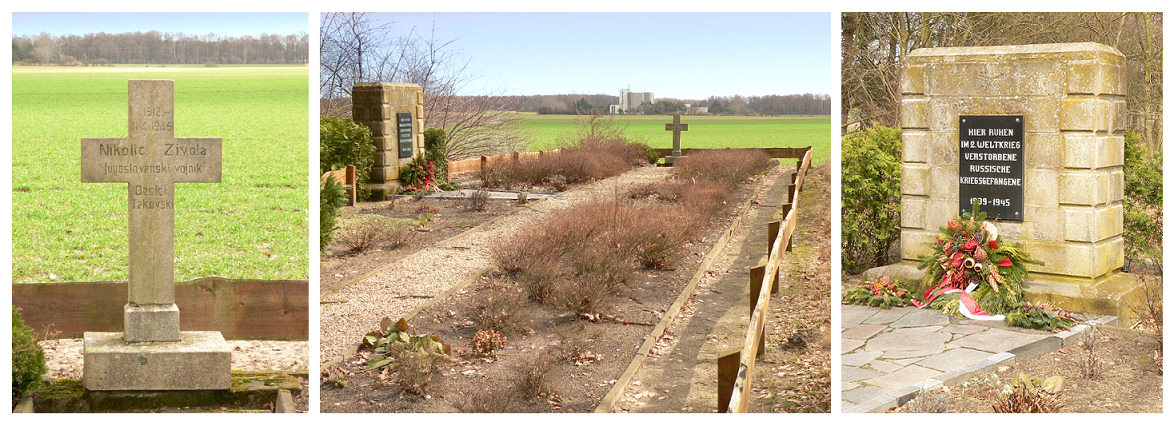
Kriegsgräberstätte Rühen

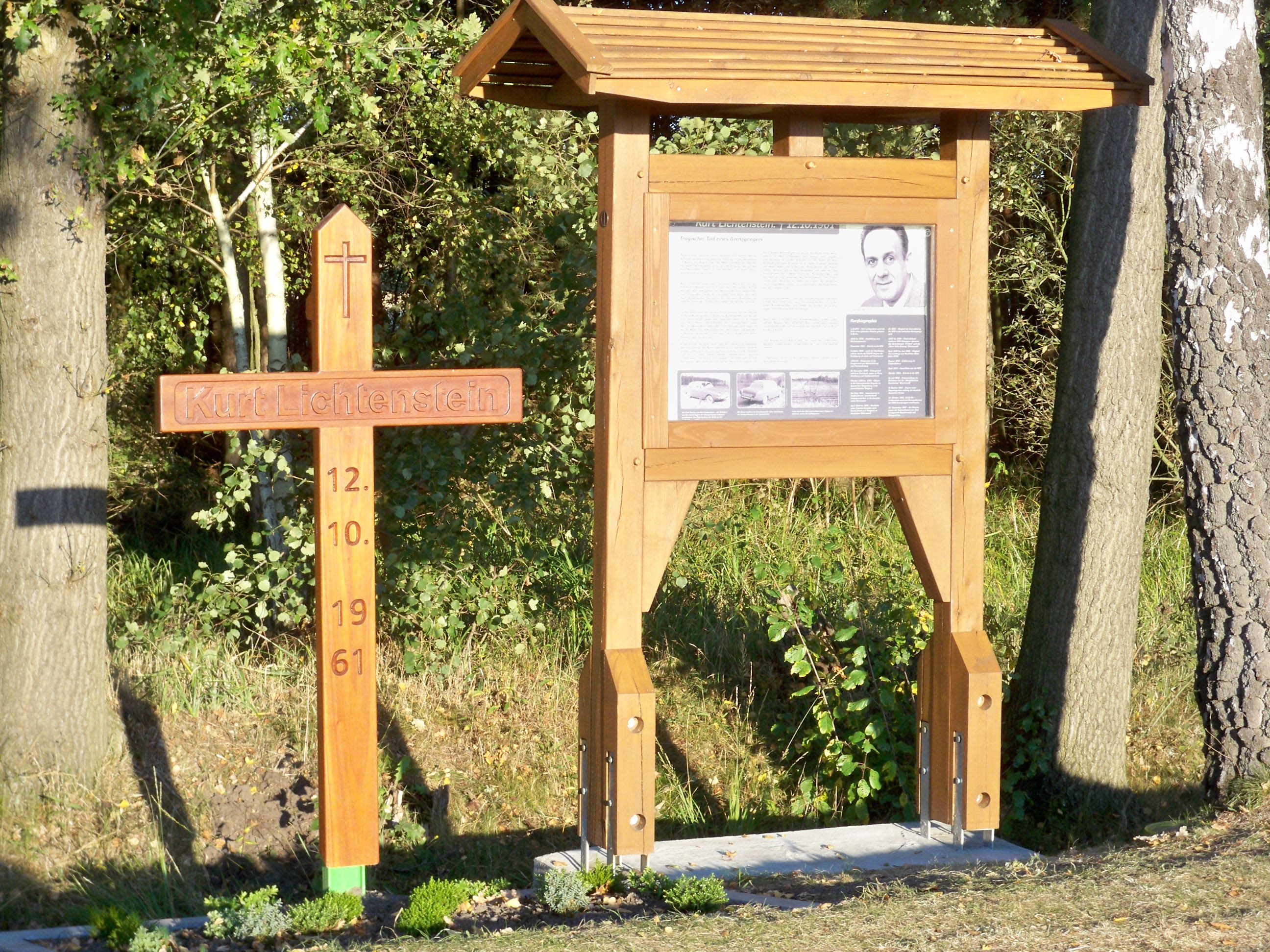
Gedenkstätte für Kurt Lichtenstein bei Zicherie

Etwa einen Kilometer nördlich von Rühen an der B 244 befindet sich eine Kriegsgräberstätte mit einem Denkmal und einem Kreuz. Hier sind während des Zweiten Weltkrieges 76 Tote bestattet worden, die in Zwangsarbeiterlagern der Umgegend verstorben sind. Es handelt sich überwiegend um sowjetische Kriegsgefangene, die Zwangsarbeit im Volkswagen-Werk im nahen Wolfsburg leisteten.
Auf dem Friedhof in Rühen erinnert eine Gedenktafel an das Schicksal von etwa 100 umgekommenen polnischen und sowjetischen Säuglingen 1944 und 1945. Diese kamen aus einem Kinder- bzw. Pflegeheim für Säuglinge und Kleinkinder von ausländischen Zwangsarbeiterinnen, die in der Industrie in Wolfsburg und in landwirtschaftlichen Betrieben eingesetzt waren. Das Heim bestand am Ortsrand an der heutigen B 244 zwischen Rühen und der Brücke des Mittellandkanals. Wegen der mangelhaften hygienischen Verhältnisse und der schlechten Versorgung verstarben die meisten Kinder.
Gedenkstätte für ein Opfer der innerdeutschen Grenze
An der Kreisstraße 85 zwischen Zicherie und Kaiserwinkel befindet sich eine Gedenkstätte, die an den Dortmunder Journalisten Kurt Lichtenstein erinnert. Er wurde an dieser Stelle am 12. Oktober 1961 von Grenztruppen der DDR angeschossen, als er mit Landarbeitern auf DDR-Gebiet sprechen wollte, und starb kurz darauf in einem DDR-Krankenhaus.

## Wirtschaft und Infrastruktur

### Verkehr
Zwei Bundesstraßen, die B 244 und B 248, verbinden alle Nachbargebietseinheiten und schaffen eine gute Verkehrsanbindung zur Autobahn A 2/A 39. Ein dichtes Landes- und Kreisstraßennetz sowie Gemeindeverbindungs- und Wirtschaftswege verbinden die Orte miteinander.
Der für die Binnenschifffahrt wichtige Mittellandkanal führt quer durch das südliche Samtgemeindegebiet. Eine Anlegestelle besteht an der Lände Rühen.